# Селве (Верчели)
Селве је насеље у Италији у округу Верчели, региону Пијемонт.
Према процени из 2011. у насељу је живело 41 становника. Насеље се налази на надморској висини од 150 м.